# Gustave Courtois
Gustave Courtois (* 18. Mai 1852 in Pusey; † 25. November 1923 in Neuilly-sur-Seine) war ein französischer Porträt-, Genre- und Historienmaler.

## Leben
Courtois war ein Sohn des Metzgergehilfen Étienne Courtois und der Wäscherin Jeanne Claude Jobard. Er besuchte das Collège de Gérôme in Vesoul. Sein Kunstlehrer Victor Jeanneney bemerkte seine Begabung. Aufgrund seiner Zeichnungen empfahl ihm 1869 Jean-Léon Gérôme das Studium an der Pariser Kunstakademie. Courtois teilte mit seinem Freund und Mitschüler Pascal Dagnan-Bouveret seit den 1880er Jahren ein Atelier in Neuilly-sur-Seine.

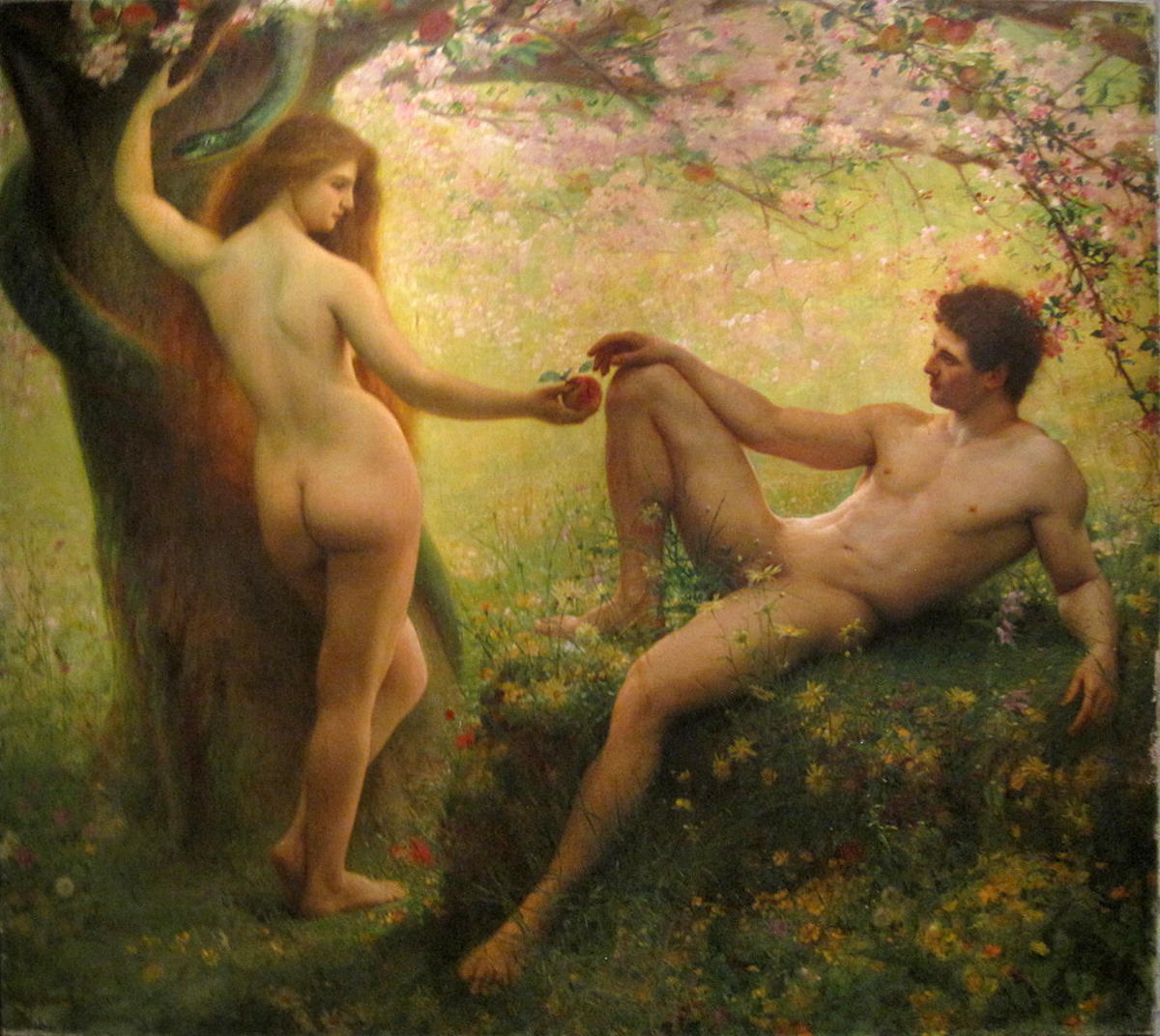
Adam und Eva

Er unterrichtete Malerei an der Académie de la Grande Chaumière und der Académie Colarossi. Zu seinen Schülern gehörten u. a. Anna von Wahl, Georges d’Espagnat, Sophie Kleinfeller-Pühn, Clara Wagner-Grosch und Maurice Prendergast. Er debütierte 1875 im Salon des artistes françaises mit einigen Porträts und  war in den 1880er und 1890er Jahren der erfolgreichste Porträtmaler des mondänen Paris. 1891 erhielt er in München durch den Prinzregenten Luitpold von Bayern den Orden vom Heiligen Michael III. Klasse.
Den Ersten Weltkrieg verbrachte Courtois gemeinsam mit seinem Freund Carl Ernst von Stetten im Tessin. Er wurde auf dem Friedhof von Pusey bestattet.